# Piwo żytnie

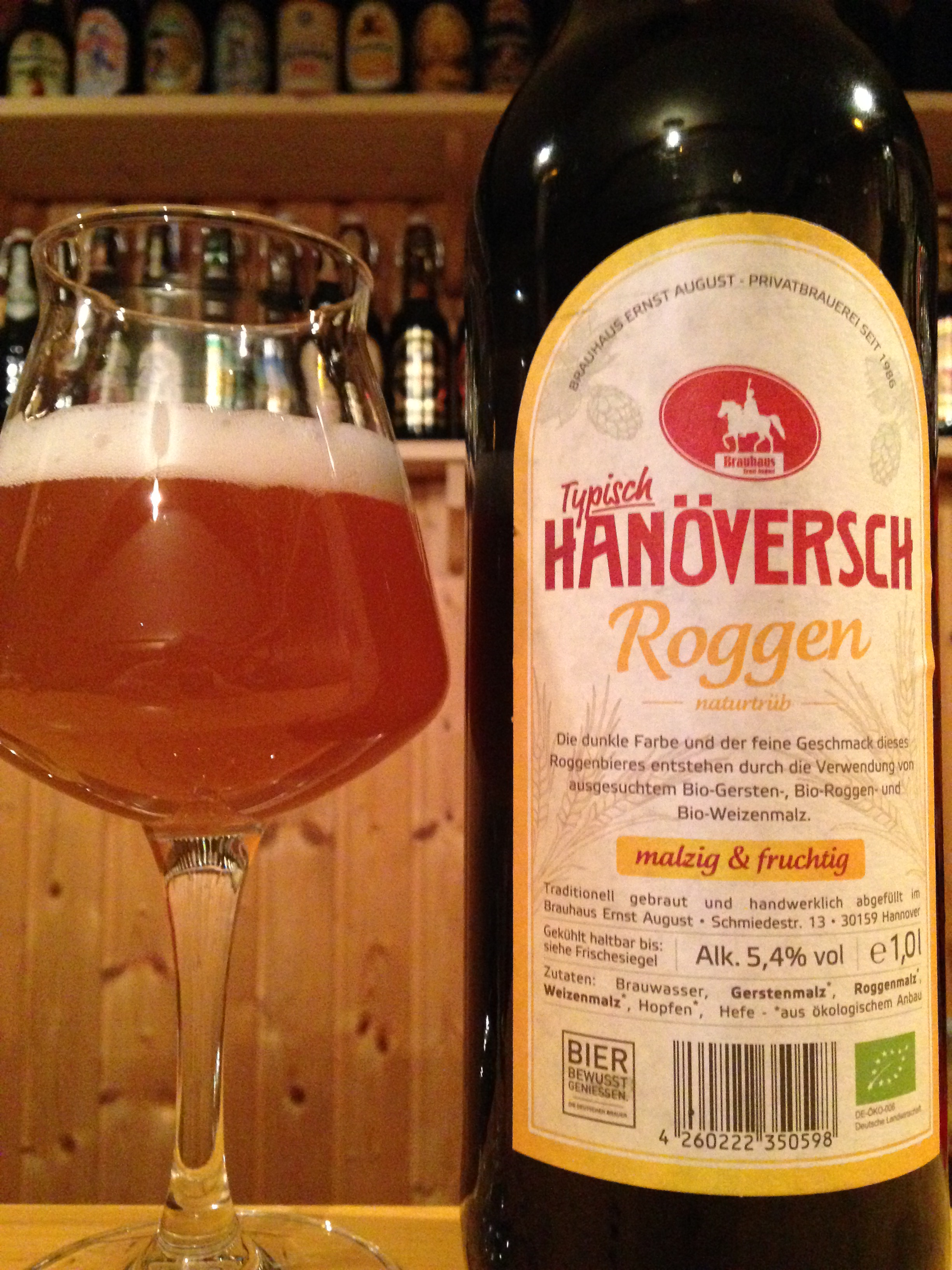
Typisch Hannöversch Roggen Bier

Piwo żytnie – odmiana piwa wytwarzana na bazie słodu żytniego.
Do XV wieku piwo ze słodu żytniego warzono powszechnie, jednak później, m.in. z powodu nieurodzajów, jak również wprowadzenia prawa czystości, browarnicy zwrócili się do jęczmienia jako podstawnego surowca do produkcji słodu. 
Tradycja produkcji piwa żytniego przetrwała w Bawarii (niem. Roggenbier) i odrodziła się na większą skalę w latach 80. XX wieku. Nowoczesne piwo żytnie jest górnej fermentacji i ma zwykle ciemną barwę. Jest z reguły fermentowane za pomocą drożdży piwnych pszennych, dlatego jest w charakterze podobne do piwa pszenicznego. Najczęściej charakteryzuje się ciemną pianą i mętnością. Smak ma nieco kwaśny. Jest pełne, czasem kremowe w ustach. Warzenie piwa żytniego dolnej fermentacji jest również możliwe, ale na obszarze Niemiec jest to zabronione w produkcji komercyjnej, ponieważ narusza prawo czystości. Z tego powodu piwo żytnie dolnej fermentacji może być w tym kraju warzone tylko rzemieślniczo.
Powodem niechęci browarników do fermentowania brzeczki żytniej są składniki ziarna, które rozpuszczają się podczas procesu zacierania i sprawiają, że płynna brzeczka jest bardzo gęsta (lepka). Ponadto ziarno żyta (podobnie jak pszenicy) pozbawione jest wyraźnej łuski oddzielającej stałe i płynne składniki zacieru.
Możliwe jest również wytwarzanie piwa na bazie słodu pszenżytniego.